# Onthophagus aries
Onthophagus aries är en skalbaggsart som beskrevs av Kirby 1825. Onthophagus aries ingår i släktet Onthophagus och familjen bladhorningar. Inga underarter finns listade i Catalogue of Life.